# Ests historisch museum
Het Ests historisch museum (Ests: Eesti Ajaloomuuseum) is een museum in Tallinn gewijd aan de geschiedenis van Estland. Het museum is gevestigd in de Grote gildehal in de oude binnenstad.

## Geschiedenis
De collectie begon als een verzameling van Johann Burchard, de eigenaar van de Raadsapotheek, die hij startte in 1802. De collectie werd voor het eerst tentoongesteld in het Zwarthoofdenhuis in 1822. In 1842 werd het Estländische Literärische Gesellschaft (Ests literair gezelschap) opgericht. Het gezelschap breidde de collectie uit en stichtte in 1864 een provinciaal museum. Toen in 1940 het land onderdeel werd van de Sovjet-Unie werden grote delen van de collectie verbrand omdat het niet overeenkwam met de ideologie van de Sovjet-Unie.
Het museum verhuisde in 1957 naar zijn huidige locatie in de gildehal. In 1987 fuseerde het museum met het Geschiedenis- en revolutiemuseum en in 1989 ging het verder onder de naam Ests historisch museum.